# El mètode de Laplace
En matemàtiques, el mètode de Laplace, que rep el nom de Pierre-Simon Laplace, és una tècnica utilitzada per aproximar integrals de la forma

té un màxim global a 0. es mostra a la part superior per a M = 0,5, i a la part inferior per a M = 3 (tots dos en blau). A mesura que M creix, l'aproximació d'aquesta funció per una funció gaussiana (mostrada en vermell) millora. Aquesta observació és la base del mètode de Laplace.

{\displaystyle \int _{a}^{b}e^{Mf(x)}\,dx,}
on {\displaystyle f(x)} és una funció diferenciable dues vegades, M és un nombre gran i els extrems a i b possiblement poden ser infinits. Aquesta tècnica es va presentar originalment a Laplace (1774).
En l'estadística bayesiana, l'aproximació de Laplace pot referir-se a l'aproximació de la constant de normalització posterior amb el mètode de Laplace o a l'aproximació de la distribució posterior amb un gaussià centrat en l'estimació a posteriori màxima. Les aproximacions de Laplace tenen un paper central en el mètode integrat d'aproximacions de Laplace imbricades per a una inferència bayesiana aproximada ràpida.

## La idea del mètode de Laplace
Suposem la funció {\displaystyle f(x)} té un màxim global únic a x0. Deixar {\displaystyle M>0} sigui una constant i consideri les dues funcions següents:
{\displaystyle {\begin{aligned}g(x)&=Mf(x)\\h(x)&=e^{Mf(x)}\end{aligned}}}
Tingueu en compte que x 0 serà el màxim global de {\displaystyle g} i {\displaystyle h} també. Ara observeu:
{\displaystyle {\begin{aligned}{\frac {g(x_{0})}{g(x)}}&={\frac {Mf(x_{0})}{Mf(x)}}={\frac {f(x_{0})}{f(x)}}\\[4pt]{\frac {h(x_{0})}{h(x)}}&={\frac {e^{Mf(x_{0})}}{e^{Mf(x)}}}=e^{M(f(x_{0})-f(x))}\end{aligned}}}
A mesura que M augmenta, la relació per {\displaystyle h} creixerà exponencialment, mentre que la proporció per {\displaystyle g} no canvia. Així, les contribucions significatives a la integral d'aquesta funció vindran només dels punts x en un entorn de x0, que després es poden estimar.

## Teoria general del mètode de Laplace
Per afirmar i motivar el mètode, necessitem diverses hipòtesis. Suposarem que x0 no és un punt final de l'interval d'integració, que els valors {\displaystyle f(x)} no pot estar molt a prop {\displaystyle f(x_{0})} tret que x sigui proper a x0.
Ens podem ampliar {\displaystyle f(x)} al voltant de x0 pel teorema de Taylor,
{\displaystyle f(x)=f(x_{0})+f'(x_{0})(x-x_{0})+{\frac {1}{2}}f''(x_{0})(x-x_{0})^{2}+R}
on {\displaystyle R=O\left((x-x_{0})^{3}\right)} (vegeu: notació O gran).
Des que {\displaystyle f} té un màxim global a x 0, i com que x 0 no és un punt final, és un punt estacionari, és a dir {\displaystyle f'(x_{0})=0}. Per tant, el polinomi de Taylor de segon ordre s'aproxima {\displaystyle f(x)} és
{\displaystyle f(x)\approx f(x_{0})+{\frac {1}{2}}f''(x_{0})(x-x_{0})^{2}}
Aleshores només necessitem un pas més per obtenir la nostra distribució gaussiana. Des que {\displaystyle x_{0}} és un màxim global de la funció {\displaystyle f} podem dir, per definició de la segona derivada, que {\displaystyle f''(x_{0})<0}, que ens permet escriure
{\displaystyle f(x)\approx f(x_{0})-{\frac {1}{2}}|f''(x_{0})|(x-x_{0})^{2}}
per x proper a x0. Aleshores la integral es pot aproximar amb:
{\displaystyle \int _{a}^{b}e^{Mf(x)}\,dx\approx e^{Mf(x_{0})}\int _{a}^{b}e^{-{\frac {1}{2}}M|f''(x_{0})|(x-x_{0})^{2}}\,dx}
(vegeu la imatge de la dreta). Aquesta darrera integral és una integral gaussiana si els límits d'integració van de −∞ a +∞ (cosa que es pot suposar perquè l'exponencial decau molt ràpidament lluny de x0), i així es pot calcular. Trobem
{\displaystyle \int _{a}^{b}e^{Mf(x)}\,dx\approx {\sqrt {\frac {2\pi }{M|f''(x_{0})|}}}e^{Mf(x_{0})}{\text{ quan }}M\to \infty .}